# Takuya Yamada
Takuya Yamada, född 24 augusti 1974 i Tokyo prefektur, Japan, är en japansk före detta fotbollsspelare.